# Jinpachi Nezu
Pour les articles homonymes, voir Nezu.
Jinpachi Nezu (根津 甚八, Nezu Jinpachi), né le 1er décembre 1947 à Tsuru (Japon) et mort le 29 décembre 2016 à Tokyo (Japon), est un acteur japonais.

## Biographie
Jinpachi Nezu est apparu dans plus de cinquante films et émissions de télévision entre 1974 et 2010. Il a joué dans le film de 1982 Saraba, adieu ma terre natale, qui a été sélectionné à la Berlinale 1982.
Il meurt le 29 décembre 2016 à Tokyo des suites d'une pneumonie. Il avait pris sa retraite après avoir eu un accident de voiture et avoir connu des problèmes de santé, bien qu'il soit sorti de sa retraite en 2015 pour reprendre le personnage de Hizu dans Gonin Saga à la demande du réalisateur Takashi Ishii. Le film est son dernier,.

## Filmographie partielle

### Au cinéma
- 1974 : Nureta sai no me[5]
- 1976 : Genkai-nada : Yakuzu
- 1979 : Sono go no jingi naki tatakai : Toshio Aiba
- 1980 : Kagemusha d'Akira Kurosawa : Sohachiro Tsuchiya[5]
- 1981 : Eki, la gare (駅 STATION, Eki Station?) de Yasuo Furuhata : Goro Yoshimatsu
- 1982 : Saraba, adieu ma terre natale : Yukio Yamazawa[5]
- 1982 : Kono ko no nanatsu no oiwai ni : Sudo
- 1982 : Kidonappu burûsu : Drunk
- 1983 : Daijôbu, mai furendo : Doctor
- 1985 : Ran d'Akira Kurosawa : Jiro[5]
- 1985 : Angel's Egg : Boy (voix)
- 1987 : Tokyo Bordello (Yoshiwara enjô) de Hideo Gosha : Shinsuke Furushima
- 1987 : Kono aino monogatari : Murasame
- 1987 : The Man Who Assassinated Ryoma (ja) : Sakamoto Ryōma
- 1988 : Nikutai no mon
- 1989 : 226 : Tsukasa Kono
- 1989 : Raffles Hotel : Toshimichi Kariya
- 1990 : Tasmania Story : Haruo Tozuki
- 1993 : Patlabor 2: The Movie : Yukihito Tsuge (voix)
- 1993 : Nûdo no yoru : Kozo Yukikata
- 1994 : Tenshi no harawata: Akai senkô : Muraki
- 1994 : Yoru ga mata kuru : Namekata Kozo
- 1995 : Gonin (en) (ゴニン?) de Takashi Ishii : Kaname Hizu
- 1995 : Ruby Fruit : Hisao Kagami
- 1995 : Sayonara Nippon!
- 1996 : Gennsou Andalusia
- 1996 : Natsu jikan no otonatachi : Man in TV Drama
- 1977 : Fukigen na kajitsu : Osamu Nomura
- 1998 : Rabu retâ : Satake
- 1998 : Kuro no tenshi Vol. 1 : Goro Nogi
- 1998 : Tadon to chikuwa : Anzai
- 1999 : Nobody
- 1999 : Saraba gokudo dead beat
- 1999 : Jubaku: Spellbound : Kohei Nakayama
- 1999 : Owls' Castle : Hattori Hanzo
- 2000 : Shisha no gakuensai : Shozo Yuki
- 2000 : Senrigan
- 2001 : Red Shadow de Hiroyuki Nakano : Gensai
- 2001 : Kikuchi-jô monogatari - sakimori-tachi no uta : Frontier guard
- 2003 : The Man in White de Takashi Miike
- 2003 : Doragon heddo : Matsuo
- 2003 : The Man in White Part 2: Requiem for the Lion
- 2004 : Runin: Banished : Inaba
- 2015 : Gonin Saga : Kaname Hizu[5]

### À la télévision
- 1978 : Ōgon no Hibi (en) : Ishikawa Goemon
- 1980 : Shishi no Jidai (en) : Itō Hirobumi
- 1991 : Taiheiki (en) : Nitta Yoshisada
- 2001-2002 : Honmamon (en) : Ichiro Yamanaka[6]

## Récompenses et distinctions
- 1983 : Kinema Junpo Award du meilleur acteur pour Saraba : Adieu ma terre natale